# Illuminante standard

Distribuzione potenziale spettrale relativa (SPD) delle illuminanti CIE A,B e C da 380 nm a 780nm

Distribuzione potenziale spettrale relativa della illuminante D e di un corpo nero della stessa temperatura colore correlata (in rosso), normalizzata su 560nm

Una Illuminante standard è una sorgente teorica di luce visibile con un profilo (la sua potenziale distribuzione spettrale) pubblicato.
Fornisce una base per il confronto di immagini o colori registrati sotto differenti illuminazioni.
Il CIE è la commissione responsabile della pubblicazione di tutte le illuminanti standard ben conosciute.
Ognuna di esse è riconosciuta da una lettera o da una combinazione di numeri e lettere.
Le illuminanti A,B e C furono introdotte nel 1931 con l'intenzione di rappresentare rispettivamente, la luce incandescente media, la luce diretta del sole, e la luce diurna media.
La illuminante D rappresenta le fasi della luce diurna, l'illuminante E  è l'illuminante di energia-uguale, mentre le illuminanti F rappresentano le lampade fluorescenti di varia composizione.

## Punto bianco
| Nome | CIE 1931 2° | CIE 1931 2° | CIE 1964 10° | CIE 1964 10° | CCT (K) | Tonalità | Note                                                     |
| Nome | x2          | y2          | x10          | y10          | CCT (K) | Tonalità | Note                                                     |
| ---- | ----------- | ----------- | ------------ | ------------ | ------- | -------- | -------------------------------------------------------- |
| A    | 0.44757     | 0.40745     | 0.45117      | 0.40594      | 2856    |          | filamento incandescente / lampada tungsteno              |
| B    | 0.34842     | 0.35161     | 0.34980      | 0.35270      | 4874    |          | luce diretta del sole a mezzogiorno (obsoleta)           |
| C    | 0.31006     | 0.31616     | 0.31039      | 0.31905      | 6774    |          | luce proveniente da una finestra posta a nord (obsoleta) |
| D50  | 0.34567     | 0.35850     | 0.34773      | 0.35952      | 5003    |          | luce diurna                                              |
| D55  | 0.33242     | 0.34743     | 0.33411      | 0.34877      | 5503    |          | luce diurna                                              |
| D65  | 0.31271     | 0.32902     | 0.31382      | 0.33100      | 6504    |          | luce diurna, televisione digitale, standard sRGB         |
| D75  | 0.29902     | 0.31485     | 0.29968      | 0.31740      | 7504    |          |                                                          |
| E    | 1/3         | 1/3         | 1/3          | 1/3          | 5454    |          | bianco matematico                                        |
| F1   | 0.31310     | 0.33727     | 0.31811      | 0.33559      | 6430    |          | luce fluorescente (luce diurna)                          |
| F2   | 0.37208     | 0.37529     | 0.37925      | 0.36733      | 4230    |          | luce Fluorescente (bianco freddo)                        |
| F3   | 0.40910     | 0.39430     | 0.41761      | 0.38324      | 3450    |          | luce fluorescente (bianco)                               |
| F4   | 0.44018     | 0.40329     | 0.44920      | 0.39074      | 2940    |          | luce fluorescente (bianco caldo)                         |
| F5   | 0.31379     | 0.34531     | 0.31975      | 0.34246      | 6350    |          | luce fluorescente                                        |
| F6   | 0.37790     | 0.38835     | 0.38660      | 0.37847      | 4150    |          | luce fluorescente (bianco chiaro)                        |
| F7   | 0.31292     | 0.32933     | 0.31569      | 0.32960      | 6500    |          | luce fluorescente (simulatore D65)                       |
| F8   | 0.34588     | 0.35875     | 0.34902      | 0.35939      | 5000    |          | luce fluorescente (simulatore D50)                       |
| F9   | 0.37417     | 0.37281     | 0.37829      | 0.37045      | 4150    |          | luce fluorescente                                        |
| F10  | 0.34609     | 0.35986     | 0.35090      | 0.35444      | 5000    |          | Philips TL85, Ultralume 50                               |
| F11  | 0.38052     | 0.37713     | 0.38541      | 0.37123      | 4000    |          | Philips TL84, Ultralume 40                               |
| F12  | 0.43695     | 0.40441     | 0.44256      | 0.39717      | 3000    |          | Philips TL83, Ultralume 30                               |